# Таватуйский Детдом
Тавату́йский Детдо́м — посёлок в Невьянском районе Свердловской области России. Входит в Невьянский муниципальный округ. Посёлок возник вокруг местного детского дома. Ранее входил в состав Калиновского поселкового Совета.

## Демография
| 2002 | 2010 | 2021 |
| ---- | ---- | ---- |
| 61   | ↗62  | ↘13  |

## География
Посёлок расположен вблизи юго-западного берега озера Таватуй, в одном километре от посёлка Приозёрного, примерно в 35-40 километрах к северо-западу от Екатеринбурга и в 45 километрах к югу от районного центра — города Невьянска. Приблизительно в четырёх километрах от Таватуйского Детдома расположен обгонный пункт Таватуй Свердловской железной дороги, где останавливаются пригородные поезда.

## Инфраструктура
Главным и единственным поселковым предприятием является учреждение «Таватуйский детский дом».
В посёлке есть фельдшерский пункт и продуктовый магазин.